# Яковлевская (Сямженский район)
Яковлевская — деревня в Сямженском районе Вологодской области.
Входит в состав Житьёвского сельского поселения, с точки зрения административно-территориального деления — в Житьёвский сельсовет.
Расстояние по автодороге до районного центра Сямжи — 10 км, до центра муниципального образования Житьёва — 6 км. Ближайшие населённые пункты — Пешковская, Васильевская, Андреевская, Угол.
По переписи 2002 года население — 4 человека.